# Аль-Гаді Шараф-ад-Дін
Аль-Гаді Шараф-ад-Дін бін Мухаммед бін Абд-ар-Рахман (араб. شرف الدين محمد; 1820 – 8 червня 1890) – зейдитський імам Ємену. Нащадок імама Ях'я аль-Муайяда.